# Карабинка
Карабинка — село в Солтонском районе Алтайского края России. Административный центр Карабинского сельсовета.Село Карабинка  в архивных документах края числится с 1770 года по прибытии сюда ссыльных людей в  составе Кузнецкой  воеводской канцелярии. Место уже было обжито шорцем по имени Кара-Баш, что в переводе означало «черная голова». Стойбище его стояло на берегу речки, которую назвали Карабашка, а деревню назвали Карабинка. Ссыльные начали вырубать лес на строительство домов с надворными постройками, обустраивались по –великорусски основательно, выжигали под пашню вырубки, завели скот, охотничали .Леса по берегам  реки  были богаты птицей, зверем,  а река – рыбой. В селе посельщиков (ссыльных) значилось 75 душ мужского пола, 71 душа женского пола.

## География
Расположен на востоке края. Рельеф увалисто-холмистое плато Салаирского кряжа. 
Климат
континентальный. Средняя температура января −17,2 °C, июля +18,6 °C. Годовое количество атмосферных осадков — 580 мм.

## История
Основано в 1809 г..
В 1928 году состояло из 601 хозяйства. В административном отношении являлось центром Карабинского сельсовета Новиковского района Бийского округа Сибирского края.

## Население
| 1926  | 1997  | 1998  | 1999  | 2000  | 2001  | 2002  | 2003  | 2004  |
| ----- | ----- | ----- | ----- | ----- | ----- | ----- | ----- | ----- |
| 3439  | ↘1465 | ↗1471 | ↗1500 | ↘1466 | ↘1443 | ↘1426 | ↘1423 | ↘1321 |
| 2005  | 2006  | 2007  | 2008  | 2009  | 2010  | 2011  | 2012  | 2013  |
| ↘1317 | ↘1254 | ↘1220 | ↘1203 | ↘1127 | ↘1107 | ↘1104 | ↗1109 | ↗1111 |

Национальный состав
В 1928 году основное население — русские.
Согласно результатам переписи 2002 года, в национальной структуре населения русские составляли 95 %.

## Инфраструктура
Средняя школа, почтамт, администрация поселения.

## Транспорт
Проходит автодорога 01К-92 Карабинка — Солтон — Макарьевка.